# Polkocka
Polkocka (tudi hemikocka) je v abstraktni geometriji abstraktni pravilni polieder, ki ima polovico stranskih ploskev kocke.
Lahko ga realiziramo kot projektivni polieder, ki  je teselacija projektivne ravnine s štirikotniki. To si lahko predstavljamo kot projektivno ravnino v obliki polkrogle, kjer so nasprotne točke povezane povezane in delijo polkroglo na tri enake dele.
Ima tri kvadratne stranske ploskve, 6 robov in štiri oglišča. Ima tudi izjemno lastnost, da je vsaka stranska ploskev v stiku z  ostalimi na dveh robovih. Vsaka stranska ploskev vsebuje tudi vsa oglišča. To pa daje primer abstraktnega politopa katerega stranske ploskve niso določene z množico oglišč.
Ne smemo jo zamenjevati z polhiperkocko – polkocka je projektivni polieder, polhiperkocka pa je navaden polieder v evklidskem prostoru.
Iz stališča teorije grafov je to vložitev K4, kar je polni graf s štirimi oglišči v projektivno ravnino.